# České vyrovnání
Česko-rakouské a česko-německé vyrovnání (německy Österreichisch-Tschechischer Ausgleich, či deutsch-tschechischer Ausgleich nebo též deutsch-böhmischer Ausgleich) jsou označení pro pokusy o politické a státoprávní řešení problematiky národnostních sporů na území dnešního Česka. 
Z příslušných jednání nakonec nevzešlo žádné komplexní řešení a od 90. let 19. století spory dál gradovaly. Problematiku vztahů české a německé národnosti se podařilo vyřešit pouze moravským vyrovnáním z roku 1905, ale pro území Českého království se smírné řešení nikdy nenašlo. Na území Rakouského Slezska tvořili Češi jen menšinu obyvatelstva.
Česko-rakouské vyrovnání reagovalo na Rakousko-uherské vyrovnání a jednalo se zde o obnovení státoprávní celistvosti českých zemí. Jako česko-německé vyrovnání se označují snahy o zrovnoprávnění postavení českého a německého národa na území Království českého, nebo alespoň toho, co se jako zrovnoprávnění tehdy označovalo.

## České vyrovnání
Češi se cítili neodškodněni za příkladnou loajalitu, kterou projevili v bojích v Prusko-Rakouské válce roku 1866 a požadovali ocenění, které se dostalo Maďarům v Rakousko-uherském vyrovnání (1867). Vídeňská vláda slíbila uznat alespoň svébytné postavení českých zemí alespoň v rámci Předlitavska. Projevem byly Fundamentální články z roku 1871, které pro odpor německých liberálů, Maďarů a nově vzniklého Německého císařství neuspěly.
Dalším neúspěchem byly Punktace z roku 1890, které dohodla vídeňská vláda, konzervativní i "ústavověrná" šlechta, němečtí liberálové a staročeši. Češi je označovali za rozumný kompromis, zatímco Němci slavili jako vytyčení hranic dalšího českého vývoje a tedy i vítězství. Této interpretace se chytli k poradám nepřizvaní mladočeši a prohlásili Punktace za nepřijatelnou snahu o rozdělení Čech na dvojjazyčnou oblast a čistě německou. Ač pravdu neměla ani jedna strana, rozladění českojazyčného prostředí vedlo k prohře staročechů ve volbách roku 1891 a jejich odchodu z politické scény.

## Česko-německé vyrovnání
Snahy o získání odpovídající politické moci odrážející posilující český živel v 2. polovině 19. století, byly snahy o vyrovnání vztahu mezi Čechy a Němci. Soustřeďovaly se na řadu jazykových nařízení: 
- Stremayrova jazyková nařízení (1880)
- Badeniho jazyková nařízení (1897)
- neúspěšná Gautschova jazyková nařízení či Thunův jazykový zákon

Na Moravě se povedlo dohodnout kompromisní řešení:
- Moravské vyrovnání (1905)

## Důsledky
Neschopnosti řešit česko-německý spor byla jedním z vlivů vedoucích k rozpadu Rakousko-Uherska. 